# Anton Durcovici
Anton Durcovici (Bad Deutsch-Altenburg, 17 maggio 1888 – Sighetu Marmației, 10 dicembre 1951) è stato un vescovo cattolico e beato austriaco naturalizzato rumeno.
Fu vescovo di Iași dal 1947 fino alla sua morte. Monsignor Durcovici fu una vittima del regime comunista che decretò il suo imprigionamento. Era noto per l'essere un vescovo zelante che visitava ogni parrocchia entro i confini della sua diocesi e per i suoi sforzi nel predicare il Vangelo a tutti. Allo stesso modo era noto per il suo fermo impegno nei confronti dei valori del Vangelo e per la sua fedeltà alla Chiesa. Ciò portò al suo immotivato arresto e alla sua prigionia per mano del regime comunista. Monsignor Durcovici in precedenza fu professore in seminario e insegnava diverse materie tra le quali il diritto canonico. Il suo zelo di prete lo portò alla nomina di rettore del seminario di Bucarest e la sua fama in tutto il paese alla nomina a vescovo.
Il processo di beatificazione per il defunto vescovo iniziò negli anni '90 e terminò nel 2013, quando papa Francesco approvò la sua beatificazione. Il cardinale Angelo Amato nel 2014  la cerimonia di beatificazione per conto del papa.

## Biografia
Monsignor Anton Durcovici nacque a Bad Deutsch-Altenburg il 17 maggio 1888 ed era il secondo figlio di Franz Durcovici (1858 - 5 febbraio 1893) e Maria Mittermeier. Venne battezzato nella chiesa dell'Assunzione il 21 maggio successivo. Suo fratello si chiamava Franz. Suo padre motì di tubercolosi, malattia contratta quando combatté nella campagna bosniaca del 1878. Poco dopo la sua morte, la famiglia si trasferì nel Regno di Romania. I tre si stabilirono a Iași nel 1895. Sua madre aveva inizialmente cercato lavoro come lavandaia e sarta. La zia di lei, rimasta vedova nel 1895, possedeva un ristorante a Iași e nel 1894 invitò la nipote ad aiutarla con il suo lavoro.

### Formazione e ministero sacerdotale
Nel 1895 Anton iniziò la scuola e imparò presto la lingua rumena. Dal 1896 al 1898 vissero a Ploiești dove lui e suo fratello frequentarono la scuola. Nel 1898 si trasferirono al numero 81 di via Izvor, a Bucarest.
Dal 1898 al 1901 frequentò la scuola secondaria "Sant'Andrea" a Bucarest gestita dai Fratelli delle scuole cristiane. Fu lì che incontrò il monaco benedettino Lucius Fetz che rimase colpito da Durcovici e dai suoi risultati accademici. Il 25 maggio 1899 ricevette il sacramento della confermazione da monsignor Joseph-Xaver Hornstein, arcivescovo metropolita di Bucarest. Da quel momento divenne chierichetto e partecipava alla messa mattutina prima di ricevere uno spuntino e di andare a scuola. Dal 1901 al 1906 studiò alla scuola "San Giuseppe". Non passò molto tempo prima che Lucius Fetz intercedesse presso l'arcivescovo di Bucarest che lo ammise agli studi ecclesiali il 1º settembre 1901. Il 23 ottobre 1906 ottenne il diploma da padre Augustin Kuczka dopo aver superato l'esame di maturità. Era particolarmente portato per il greco e la matematica. Imparò diverse lingue: oltre al tedesco, al rumeno e al greco, apprese anche l'ungherese, l'italiano e il latino e studiò la lingua francese.
Nel 1906 l'arcivescovo di Bucarest lo inviò a Roma per studi. Prese residenza nel Pontificio Collegio Urbano e studiò al Pontificio istituto internazionale Angelicum. Dal 1910 al 1911 ricoprì il ruolo di prefetto degli studi del suo collegio. Utilizzò la settimana prima di iniziare gli studi per esplorare Roma e la basilica di San Pietro in Vaticano. Cominciò a seguire le lezioni il 4 novembre 1906. Nel 1910 conseguì il dottorato in teologia e l'anno successivo quello in diritto canonico presso la Pontificia Università Gregoriana.
La sua ordinazione sacerdotale si sarebbe dovuta tenere solo quando avrebbe raggiunto l'età richiesta per l'ordinazione. I segni sembrarono cambiare da quando il cardinale Girolamo Maria Gotti e monsignor Giovanni Bonzano, rettore del collegio, dimostrarono di essere entrambi impressionati dall'intelligenza e dalla preparazione di Durcovici. Ciò portò alla richiesta di una anticipazione dell'ordinazione. La Santa Sede concesse il suo assenso.
Il 24 settembre 1910 fu ordinato presbitero per l'arcidiocesi di Bucarest dal cardinale Pietro Respighi nella basilica di San Giovanni in Laterano. Il 29 luglio 1911 lasciò Roma per tornare in patria. Prima però si recò in pellegrinaggio a Loreto e poi viaggiò fino in Austria dove celebrò la sua prima messa nel suo villaggio natale, accanto alla madre e al fratello. Ritornò in Romania l'11 agosto 1911 e assunse l'incarico di maestro di scuola dei seminaristi di Bucarest e poi di amministratore parrocchiale di Tulcea. Venne quindi nominato professore di educazione religiosa alla scuola superiore "San Giuseppe". Dopo l'ingresso del Regno di Romania nella prima guerra mondiale dalla parte degli Alleati, venne mandato in un campo di internamento in Moldavia a motivo del fatto che era cittadino austriaco. Subì una vicenda simile anche il futuro vescovo Ioan Bălan. Venne liberato poco dopo per ordine di re Ferdinando I. Dal 1918 al 1922 fu insegnante e parroco di Giurgiu. In questo periodo che fondò l'Unione apostolica del clero per promuovere le vocazioni e la fratellanza tra i sacerdoti. Nel 1931 re Carlo II gli concesse l'Ordine della Stella di Romania.
Dal 1924 fino alla nomina episcopale fu rettore del seminario di Bucarest. Il suo impegno apostolico si allargò anche al di fuori dell'ambito ecclesiastico, verso gli scienziati e gli studenti laici. Per loro fondò la rivista Farul non si Crinicul, nella quale offriva un approfondimento del pensiero cristiano e con l'intento di far conoscere al mondo laico l'orientamento filosofico-tomistico. Nel 1935 monsignor Alexandru Cisar lo nominò anche vicario generale e cancelliere arcivescovile.

### Ministero episcopale

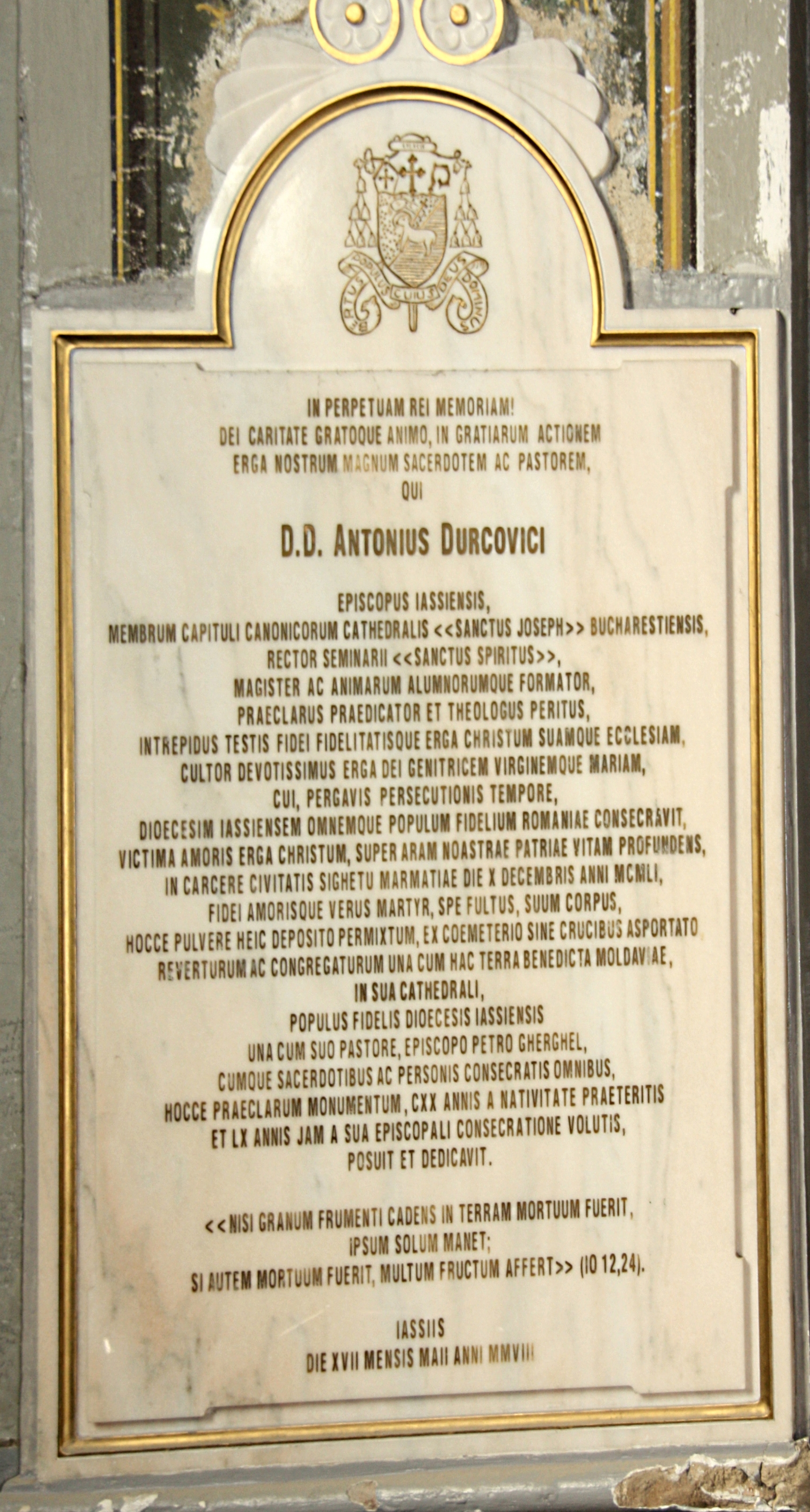
Epitaffio nella ex cattedrale dell'Assunzione a Iaşi.

Il 30 ottobre 1947 papa Pio XII lo nominò vescovo di Iași. Ricevette l'ordinazione episcopale il 5 aprile successivo nella cattedrale di San Giuseppe a Bucarest dal vescovo di Savannah-Atlanta Gerald Patrick Aloysius O'Hara, reggente della nunziatura apostolica, coconsacranti l'arcivescovo metropolita di Bucarest Alexandru Cisar e l'amministratore apostolico di Iași Markus Glaser. La cerimonia fu posticipata di cinque mesi - avrebbe dovuto essere celebrata infatti nel novembre del 1947 - a causa della contrarietà del governo comunista.
In situazioni politiche e repressive estremamente difficili, monsignor Durcovici iniziò subito a visitare le parrocchie della diocesi di Iași.
Nel secondo dopoguerra divenne un oppositore del regime comunista che tentò di fargli accettare una diminuzione del controllo papale sui cattolici rumeni. Monsignor Durcovici fu posto sotto a sorveglianza fin dal 1947. Le autorità raccolsero un dossier - il numero 84569 - con cui speravano di incriminarlo con qualche accusa. Le autorità raccolsero cinquantasette dichiarazioni da parte dei contadini di tredici villaggi che erano insoddisfatti dell'operato di monsignor Durcovici, in particolare per il suo rifiuto di introdurre la lingua ungherese nelle chiese. Ciò permise ai comunisti di fabbricare accuse contro di lui. I servizi provinciali della Securitate inviarono giorno dopo giorno, dettagliati rapporti sui suoi movimenti e su tutto quello che diceva o predicava, alla direzione generale di Iași. I loro uomini erano mischiati fra i fedeli che assistevano alle funzioni religiose e ci furono sempre informatori che registravano tutto; addirittura un informatore rubò da una sagrestia, il 5 gennaio 1949, la lettera circolare "Consacrazione della diocesi di Iași al Cuore Immacolato di Maria", senza che qualche sacerdote se ne accorgesse. La Securitate arrestò lui e il suo collaboratore Raffael Friedrich il 26 giugno 1949 mentre si recava in visita nella parrocchia di Popești-Leordeni dove avrebbe dovuto cresimare duecento persone. Fu arrestato per strada, picchiato e costretto a salire su un'auto in attesa. Le accuse che gli furono rivolte furono di "istigazione in blocco contro l'ordine e la sicurezza dello Stato" ed "esortazione della popolazione di non partecipare alla vita politica della Romania comunista". Dai verbali della Securitate, si apprende che monsignor Durcovici aveva avuto il ruolo di capo della Chiesa cattolica, non solo in Moldavia ma anche nell'arcidiocesi di Bucarest e nel 1949 era considerato il più importante vescovo cattolico romano del paese. Inizialmente venne incarcerato presso il Ministero dell'interno a Bucarest. Su di lui furono fatte pressioni continue, con lo scopo di fargli ammettere le immaginarie colpe per le quali era stato arrestato e di ottenere con le buone o con le cattive, l'accettazione delle condizioni politiche per una rivalutazione dello statuto della Chiesa cattolica in Romania, con la sua separazione dal Vaticano e quindi la collaborazione con il regime comunista. Venne condannato da una commissione militare composta dai generali Alexandru Nicolschi e Vladimir Mazuru.
Rimase detenuto a Jilava dal giugno del 1949 al 10 settembre 1951. Venne poi trasferito nella prigione di Sighetu Marmației insieme ai vescovi Áron Márton e Alexandru Cisar. Fu messo nella cella numero 13, senza luce e calore. A metà novembre del 1951 fu trasferito in una cella di isolamento in modo che potesse morire da solo. Il suo decesso quindi sarebbe rimasto sconosciuto agli altri. Fu denudato, esposto al clima invernale e gli vennero negati cibo e acqua. Le privazioni, i maltrattamenti e la malnutrizione lo portarono alla morte nella sua cella la sera del 10 dicembre 1951. Fu sepolto in una tomba anonima nel cimitero dei poveri dal guardiano Vasile Ciolpan. I resoconti dei testimoni affermano che monsignor Durcovici ricevette l'assoluzione finale attraverso la porta di un'altra cella da un prete prigioniero. La sua morte fu tenuta segreta a lungo tanto che tra il 1954 e il 1955 i sacerdoti Traian Jovanelli e Petru Plesca chiesero la sua scarcerazione, non sapendo che era morto da tempo.
Le autorità comuniste tentarono di cancellare tutte le prove della sua permanenza in prigione distruggendo documenti e oggetti a lui appartenuti. Non rimane alcun ricordo delle sue sofferenze durante la prigionia.

## Processo di beatificazione
Papa Giovanni Paolo II avviò il processo di beatificazione dopo che la Congregazione delle cause dei santi concesse il nihil obstat e gli attribuì il titolo di Servo di Dio. L'inchiesta diocesana venne avviata dalla diocesi di Iași il 25 marzo 1997 e si concluse l'11 settembre 1999. Successivamente, il 29 ottobre 2010 la Congregazione delle cause dei santi convalidò l'indagine e ricevette il fascicolo della positio l'anno successivo. Il collegio dei teologi confermò la causa il 22 febbraio 2013, mentre la plenaria del dicastero concesse il suo assenso il 24 settembre dello stesso anno.
Il 31 ottobre 2013 papa Francesco autorizzò la promulgazione del decreto riguardante il suo martirio stabilendo quindi che monsignor Durcovici morì in odium fidei. Il cardinale Angelo Amato presiedette la cerimonia di beatificazione per conto del papa a Iași il 17 maggio 2014. Vi presero parte anche il nunzio apostolico Francisco-Javier Lozano, l'arcivescovo di Bucarest Ioan Robu e ventitremila persone. Il cardinale Amato riferì nel suo discorso che monsignor Durcovici possedeva un "temperamento misericordioso" mentre papa Francesco, nella lettera apostolica di beatificazione, si riferì a lui come un "sacerdote zelante". Il primo ministro rumeno Victor Ponta rilasciò una dichiarazione nella quale chiedeva l'unità di tutti i rumeni indipendentemente dalla fede.
L'attuale postulatore per questa causa è padre Isidoro Iacovici.

## Genealogia episcopale
La genealogia episcopale è:
- Cardinale Scipione Rebiba
- Cardinale Giulio Antonio Santori
- Cardinale Girolamo Bernerio, O.P.
- Arcivescovo Galeazzo Sanvitale
- Cardinale Ludovico Ludovisi
- Cardinale Luigi Caetani
- Cardinale Ulderico Carpegna
- Cardinale Paluzzo Paluzzi Altieri degli Albertoni
- Papa Benedetto XIII
- Papa Benedetto XIV
- Cardinale Enrico Enriquez
- Arcivescovo Manuel Quintano Bonifaz
- Cardinale Buenaventura Córdoba Espinosa de la Cerda
- Cardinale Giuseppe Maria Doria Pamphilj
- Papa Pio VIII
- Papa Pio IX
- Cardinale Raffaele Monaco La Valletta
- Cardinale Francesco Satolli
- Cardinale Dennis Joseph Dougherty
- Arcivescovo Gerald Patrick Aloysius O'Hara
- Vescovo Anton Durcovici